# Kypello Ellados 1971-1972
La Coppa di Grecia 1971-1972 è stata la 30ª edizione del torneo. La competizione è terminata il 5 luglio 1972. Il PAOK ha vinto il trofeo per la prima volta, battendo in finale il Panathinaikos.

## Primo turno
| Squadra 1           | Risultato         | Squadra 2            |
| ------------------- | ----------------- | -------------------- |
| Panathīnaïkos       | 9 – 1             | Orfeas Egaleo        |
| AEK Atene           | 4 – 1             | Rouf                 |
| Koropi              | 2 – 0             | Panelefsiniakos      |
| Panaspropyrgiakos   | 1 – 2             | Atromītos Pireo      |
| Olympiacos          | 5 – 0             | Ethnikos Asteras     |
| Vyzas               | 1 – 0             | Kallithea            |
| Atromītos           | 2 – 2 (5 – 4 dtr) | Proodeftikī          |
| Acharnaïkos         | 0 – 0 (4 – 3 dtr) | Ethnikos Pireo       |
| Fostiras            | 3 – 0             | Ikaros Atene         |
| Pannafpliakos       | 0 – 1             | Apollōn Smyrnīs      |
| Paniōnios           | 4 – 0             | Panarkadikos         |
| Panīleiakos         | 1 – 2             | Ionikos              |
| Panaigialeios       | 1 – 2             | Aias Salamina        |
| Olympiakos Nicosia  | 0 – 1             | Egaleo               |
| Argonaftis Pireo    | 2 – 0             | AO Chania            |
| Korinthos           | 1 – 0             | Kalamata             |
| Leonida Sparta      | 1 – 3             | Panachaïkī           |
| OFI Creta           | 1 – 0             | Rodos                |
| Lamia               | 3 – 0             | Orcomeno             |
| Panaitōlikos        | 1 – 0             | Anagennisi Arta      |
| PAS Giannina        | 4 – 2             | Karditsa             |
| Anagennīsī Karditsa | 1 – 1 (3 – 4 dtr) | Trikala              |
| Olympiakos Volos    | 5 – 2             | Levadeiakos          |
| Pierikos            | 4 – 1             | Larissa              |
| Naoussa             | 3 – 3 (4 – 2 dtr) | GAS Veria            |
| Pyrsos Grevena      | 0 – 4             | Kozani               |
| Florina             | 0 – 2             | Kastoria             |
| PAOK                | 5 – 1             | Finikas Polichni     |
| Arīs Salonicco      | 4 – 0             | Apollon Kryas Vrysis |
| Īraklīs             | 2 – 0             | Pandramaïkos         |
| Edessaïkos          | 3 – 0             | Apollōn Kalamarias   |
| Kilkisiakos         | 1 – 0 (dts)       | Makedonikos          |
| Doxa Dramas         | 0 – 1             | Panserraïkos         |
| Xanthi              | 1 – 0 (dts)       | Kavala               |
| Panthrakikos        | 1 – 0             | Orestis Orestiada    |
| Aris Ptolemaida     | 1 – 0             | Anagennīsī Giannitsa |
| Kerkyra             | 0 – 0 (4 – 1 dtr) | Patrasso             |
| Panargeiakos        | 0 – 0 (1 – 3 dtr) | Nikī Volo            |

## Secondo turno
| Squadra 1       | Risultato    | Squadra 2        |
| --------------- | ------------ | ---------------- |
| PAOK            | 3 – 1        | Pierikos         |
| Panathīnaïkos   | 3 – 0        | Skoda Xanthi     |
| Paniōnios       | 3 – 2        | Ionikos          |
| Panaitōlikos    | 0 – 3        | Arīs Salonicco   |
| Trikala         | 3 – 0        | Edessaïkos       |
| OFI Creta       | 1 – 0 (dts)  | Kastoria         |
| Panachaïkī      | 4 – 1        | Naoussa          |
| Apollōn Smyrnīs | 1 – 0        | Olympiakos Volos |
| AEK Atene       | 4 – 0        | Kozani           |
| Aris Ptolemaida | 1 – 0 (dts)  | Vyzas            |
| Olympiacos      | 2 – 0 (dts)  | Egaleo           |
| PAS Giannina    | 1 – 0        | Panserraïkos     |
| Atromītos       | 1 – 2        | Panthrakikos     |
| Īraklīs         | 1 – 0 (dts)  | Fostiras         |
| Kilkisiakos     | 2 – 0 a tav. | Kerkyra          |
| Nikī Volo       | 1 – 2        | Argonaftis Pireo |
| Atromītos Pireo | 1 – 2        | Koropi           |
| Aias Salamina   | ?–?          | Acharnaïkos      |
| Lamia           | ?–?          | Korinthos        |

## Turno addizionale
| Squadra 1  | Risultato         | Squadra 2        |
| ---------- | ----------------- | ---------------- |
| Īraklīs    | 0 – 0 (2 – 4 dtr) | Paniōnios        |
| Panachaïkī | 2 – 0 a tav.      | Kilkisiakos      |
| Olympiacos | 5 – 0             | Argonaftis Pireo |

## Ottavi di finale
| Squadra 1       | Risultato   | Squadra 2       |
| --------------- | ----------- | --------------- |
| PAOK            | 2 – 0       | Aias Salamina   |
| Apollōn Smyrnīs | 0 – 1       | Panathīnaïkos   |
| Lamia           | 1 – 0 (dts) | AEK Atene       |
| Paniōnios       | 5 – 1       | Aris Ptolemaida |
| Olympiacos      | 1 – 2       | Arīs Salonicco  |
| Trikala         | 1 – 0       | PAS Giannina    |
| OFI Creta       | 2 – 1       | Koropi          |
| Panachaïkī      | 2 – 0       | Panthrakikos    |

## Quarti di finale
| Squadra 1      | Risultato         | Squadra 2     |
| -------------- | ----------------- | ------------- |
| Arīs Salonicco | 1 – 2             | PAOK          |
| Trikala        | 2 – 6             | Panathīnaïkos |
| OFI Creta      | 0 – 0 (3 – 4 dtr) | Lamia         |
| Paniōnios      | 3 – 2             | Panachaïkī    |

## Semifinali
| Squadra 1     | Risultato | Squadra 2 |
| ------------- | --------- | --------- |
| PAOK          | 2 – 0     | Lamia     |
| Panathīnaïkos | 2 – 0     | Paniōnios |

## Finale
| Arbitro: | Christos Michas (Atene) |

|                      |           |                   |
| Koudas 2’ Koudas 88’ | Marcatori | 89’ Papadimitriou |